# Transport ksylemowy
Transport ksylemowy, daleki transport wody – proces przenoszenia wody, wraz z rozpuszczonymi w niej solami mineralnymi, przez ksylem. Za transport wody z korzeni do nadziemnych części roślin odpowiedzialne są głównie cewki u roślin nagozalążkowych i naczynia u okrytozalążkowych. Sieć tkanek przewodzących obejmuje korzenie roślin, łodygę oraz liście. W nadziemnych częściach roślin pobrana przez korzenie woda wyparowuje w wyniku procesu transpiracji.

## Pobieranie wody
Woda z roztworu glebowego jest pobierana przez włośniki. Struktury te mogą mieć długość od 0,15 do 8 mm i zwiększają powierzchnię korzeni od kilkuset do kilku tysięcy razy. Następnie przez komórki kory pierwotnej i endodermę przenoszona do tkanek przewodzących w obrębie walca osiowego. Przenikanie przez komórki miękiszowe kory pierwotnej zachodzi głównie apoplastem. Przejście przez endodermę jest możliwe dzięki istnieniu komórek przepustowych, znajdujących się w pobliżu pasm ksylemu, albo przez symplast komórek endodermy. Endoderma tworzy szczelną barierę, dzięki dużej zwartości tworzących ją komórek oraz obecności charakterystycznych zgrubień nazywanych pasemkami Caspary'ego.

## Ruch wody w cewkach i naczyniach
Komórki przewodzące wodę są martwe i silnie zdrewniałe. Cewki zakończone są przegrodą z jamkami umożliwiającymi kontakt z kolejną komórką, a naczynia tworzą system rur bez przegród. Oba typy komórek uczestniczących w przenoszeniu wody są cienkie. Przemieszczanie wody w komórkach ksylemu ma charakter przepływu objętościowego. Siły które powodują ruch roztworu to siły kapilarne związane z adhezją, parcie korzeniowe, będące efektem aktywnego transportu jonów do tkanek przewodzących przez komórki endodermy oraz siła ssąca związana z transpiracją w organach nadziemnych. Adhezja i związane z nią zjawisko kapilarności ma znaczenie głównie za przenoszenie wody w obrębie ścian komórkowych elementów przewodzących. Parcie korzeniowe wytwarza ciśnienie około 0,1-0,2 MPa. W niektórych przysadkach może ono osiągać 0,7-0,8 MPa. Powstanie tego ciśnienia związane jest z aktywnym transportem jonów do komórek ksylemu, jest więc ono zależne od temperatury i innych czynników wpływających na aktywność metaboliczną.  Wewnątrz cewek i naczyń zjawisko adhezji powoduje powstanie oporów, które muszą być przezwyciężone przez parcie korzeniowe i siłę ssącą transpiracji. Siła ta powstaje dzięki dyfuzji pary wodnej z liści do atmosfery. Siła ssąca może osiągać wartość około 4 MPa, co wystarcza do podniesienie wody na wysokość 140 m. Opory powstające w ksylemie powodują konieczność wytworzenia podciśnienia około 2 MPa przy podnoszeni wody na wysokość 100 m. A po uwzględnieniu także siły grawitacji jest to około 3 MPa. Teoria wyjaśniająca powstanie siły ssącej nazywana teorią kohezyjno-transpiracyjną została sformułowana przez Dixona i Joly pod koniec XIX wieku.

## Transpiracja a transport soli mineralnych
W organach nadziemnych woda paruje i głównie przez aparaty szparkowe uchodzi do atmosfery. W sytuacji, gdy woda nie może zostać odparowana, rośliny mogą wydzielać ją w procesie gutacji. W efekcie transport wody z korzeni zostaje utrzymany, dzięki parciu korzeniowemu, a wraz z nim podtrzymane jest przenoszenie rozpuszczonych w wodzie związków mineralnych niezbędnych do funkcjonowania organów nadziemnych.

## Szybkość przewodzenia wody
Szybkość przewodzenia wody w roślinie zależy od wielkości transpiracji, budowy rośliny, możliwości pobierania wody przez korzenie. U lian stwierdzono przemieszczanie wody z szybkością 150 m h-1 przy grubości łodygi około 0,5 m. Przewodzenie wody zmienia się w cyklu dobowym, co związane jest głównie z intensywnością transpiracji.